# Lacryma Christi
Lacryma Christi es el nombre de un célebre tipo de vino napolitano producido en las laderas del Monte Vesubio en Campania, Italia. El Lacryma Christi blanco se hace principalmente de las uvas de Verdeca y de Coda di Volpe, con proporciones más pequeñas de Falanghina, de Caprettone y de Greco di Tufo incluido. El Lacryma Christi tinto se hace de las uvas de Piedirosso y de Sciascinoso.
Parece ser, como han descubierto los arqueólogos, el equivalente más cercano al vino bebido por los antiguos romanos, habiendo analizado el residuo microscópico que quedaba en los grifos de los barriles de hace más de 1000 años.

## Orígenes del nombre
El nombre Lacryma Christi proviene de un viejo mito de que Cristo, llorando por la caída de Lucifer desde el cielo, lloró y sus lágrimas cayeron en la tierra y dio inspiración divina a las vides que crecían allí. Los lados del Vesubio están profundamente marcados por los flujos de lava, y sus laderas inferiores son extremadamente fértiles, salpicadas de pueblos y cubiertas de viñedos.
Lacryma Christi es un vino viejo, frecuentemente mencionado por poetas y escritores. Lacryma Christi fue mencionada en el libro de Alexandre Dumas, El Conde de Monte Cristo. También en el poema de W. J. Turner Hablando con soldados, en Cándido de Voltaire y en Christopher Marlowe en su obra Tamburlaine the Great, Parte II. El periodista y periodista irlandés William Maginn menciona el vino entre otros espíritus en su poema "Inishowen" c. 1822. En el último trabajo del novelista alemán Theodor Fontane "Der Stechlin" (1898) se menciona el vino [3] para ser servido después del almuerzo en un convento y se caracteriza por ser de grado superior que un Montefiascone. El novelista holandés Harry Mulisch menciona el vino junto con la isla de Capri en su novela de 1987 The Pupil. En el cuento La hija de Rappaccini recolectado en musgos de un Old Manse y otras historias de Nathaniel Hawthorne, un vaso de lachryma es bebido por el protagonista "que causó que su cerebro nade con fantasías extrañas".En la película de 1954, Tres monedas en la fuente, Lacryma Christi se menciona como el vino favorito del príncipe Dino di Cessi, interpretado por el actor Louis Jourdan. En el Gran Guerrero Skanderbeg, una producción soviético-albanesa de 1953, el vino se menciona como un símbolo de lujo feudal disfrutado por los enemigos sibaríes del protagonista, el gobernante popular y prudente de Albania que derrotó a Venecia en la guerra 1447-48 y se estancó El avance del Imperio Otomano. Cuando el sobrino de Skanderbeg, Hamza Kastrioti, se une a los otomanos contra su país, un diplomático veneciano le dice que "regalos de Venecia han llegado a Durrës para usted: copas de oro para su mesa, y el mejor vino de Venecia, Lacryma Christi - The Tears De Cristo ". Jean Paul Didierlaurent menciona el vino en su novela "El lector en el 6.27" (2014), "(...) emborracharse de las lágrimas de Cristo fue lo mejor que le pudo pasar a un cristiano".
- Datos: Q2305328
- Multimedia: Lacryma Christi (wine) / Q2305328